# 虚空蔵林道
虚空蔵林道（こくぞうりんどう）は、高知県高岡郡佐川町にある林道。佐川わんぱく街道とも呼ばれる。

## 概要
車線は1-1.5車線で、ところどころで陥没している箇所がある。

## 周辺
- 虚空蔵山